# Фонда (Нью-Йорк)
Фонда (англ. Fonda) — селище (англ. village) в США, в окрузі Монтгомері штату Нью-Йорк. Населення — 668 осіб (2020).

## Географія
Фонда розташована за координатами 42°57′12″ пн. ш. 74°22′22″ зх. д. / 42.95333° пн. ш. 74.37278° зх. д. (42.953398, -74.372893).  За даними Бюро перепису населення США в 2010 році селище мало площу 1,57 км², з яких 1,40 км² — суходіл та 0,18 км² — водойми.

## Демографія
Згідно з переписом 2010 року, у селищі мешкало 795 осіб у 346 домогосподарствах у складі 201 родини. Густота населення становила 505 осіб/км².  Було 392 помешкання (249/км²).
Расовий склад населення:
| - 97,6 % — білих - 0,5 % — азіатів - 0,4 % — чорних або афроамериканців |

До двох чи більше рас належало 1,4 %. Частка іспаномовних становила 2,9 % від усіх жителів.
За віковим діапазоном населення розподілялося таким чином: 25,2 % — особи молодші 18 років, 59,8 % — особи у віці 18—64 років, 15,0 % — особи у віці 65 років та старші. Медіана віку мешканця становила 38,3 року. На 100 осіб жіночої статі у селищі припадало 96,3 чоловіків;  на 100 жінок у віці від 18 років та старших — 92,6 чоловіків також старших 18 років.
Середній дохід на одне домашнє господарство  становив 53 520 доларів США (медіана — 40 208), а середній дохід на одну сім'ю — 62 985 доларів (медіана — 57 000). За межею бідності перебувало 8,8 % осіб, у тому числі 6,3 % дітей у віці до 18 років та 18,2 % осіб у віці 65 років та старших.
Цивільне працевлаштоване населення становило 354 особи. Основні галузі зайнятості: освіта, охорона здоров'я та соціальна допомога — 23,2 %, виробництво — 13,8 %, роздрібна торгівля — 10,5 %, науковці, спеціалісти, менеджери — 9,9 %.